# Пляж (роман)
«Пляж» (англ. The Beach) — роман-антиутопия английского писателя Алекса Гарленда о самосознании молодых современников, выросших в городских джунглях в условиях глобальной коммерциализации мира. Архетипический мотив поисков земного рая, его обретение и разрушение обнаруживают внутреннюю противоречивость и духовный трагизм поколения без иллюзий. Книга была впервые опубликована в 1996 году, после чего компания 20th Century Fox купила права на экранизацию. Одноимённый фильм был выпущен в 2000 году.

## Сюжет
Сюжет строится вокруг утопичной идеи найти уголок планеты, который был бы идеальным. В романе это место похожее на рай, где всегда тепло, пальмы, солнце, и песчаные пляжи. Об этом месте никто не знает, что защищает его от визитов случайных гостей. Главный герой — Ричард, загорается любопытством и духом авантюризма, когда находит возле двери своей квартиры загадочную карту, ведущую на таинственный Пляж. Позвав с собой своих друзей, он отправляется в путь за мечтой. Но бесплатный сыр только в мышеловке. Главного героя ждут неожиданные сюрпризы, которые являются следствием самой человеческой природы.

## Влияние
На Гарленда оказали влияние такие литературные произведения, как «Сердце тьмы» Джозефа Конрада и «Повелитель мух» Уильяма Голдинга, а также анонимные воспоминания об исчезнувшем австралийском заключённом.
Хотя действие романа происходит в Таиланде, Гарленд писал книгу, живя на Филиппинах и, в частности, был вдохновлён островом Палаван.

## Отзывы
Британский писатель Ник Хорнби назвал роман Гарленда «Повелителем мух для поколения X», а Sunday Oregonian назвал его «первым великим романом поколения X». The Washington Post писала, что это «яростно интеллектуальный первый роман» и «книга, которая движется с такой скоростью и изяществом, что многие пожилые писатели могут только мечтать».

## Экранизация
Вскоре после выхода книги в свет, компания 20th Century Fox купила права на её экранизацию. Фильм «Пляж» был снят в 2000 году режиссёром Дэнни Бойлом, в главных ролях были задействованы такие известные актёры как Леонардо Ди Каприо, Тильда Суинтон, Роберт Карлайл, Виржини Ледуайен и Гийом Кане.